# Păstorul lui Herma

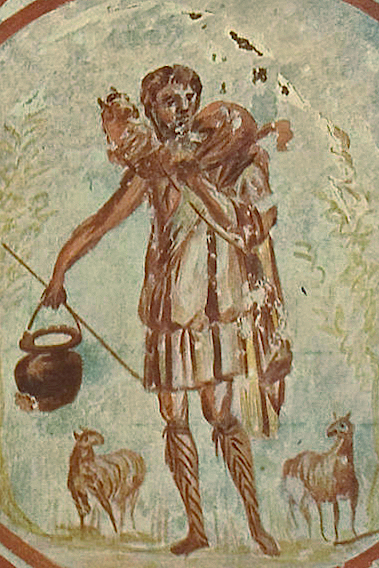
Ilustrație a păstorului.

Păstorul lui Herma (greacă: Ποιμὴν τοῦ Ἑρμᾶ , Poimēn tou Herma; latină: Pastor Hermae ), numit uneori doar Păstorul, este o lucrare literară creștină de la sfârșitul primei jumătate a secolului al II-lea, considerată o carte valoroasă de mulți creștini, și considerată scriptura canonică de unii dintre părinții timpurii, cum ar fi Irineu din Lion. Păstorul a fost foarte popular printre creștini în secolele al II-lea, al III-lea și al IV-lea. Se găsește în Codex Sinaiticus.

## Limba și traducerea
Cartea a fost scrisă inițial la Roma în greacă koine. O primă traducere în latină, Vulgata, a fost făcută la scurt timp după aceea. O a doua traducere latină, Palatina, a fost făcută la începutul secolului al V-lea. Din versiunea greacă, lipsește și ultima cincime. Vulgata este așadar cea mai veche traducere și cel mai complet martor.
Păstorul a fost, de asemenea, tradus de cel puțin două ori în limba coptă și au supraviețuit fragmente de traduceri atât în dialectul sahidic, cât și în cel akhmimic. Au fost făcute și trei traduceri în Ge'ez (etiopic), dar niciuna nu a supraviețuit complet. Singura traducere georgiană care a supraviețuit pare să fi fost făcută dintr-o versiune arabă, dar nu a fost păstrată nicio traducere în arabă. Nu pare să fi existat o traducere siriacă și niciun autor siriac nu arată vreo conștientizare a Păstorului. A fost întotdeauna mai popular în Imperiul Roman de Apus și în Alexandria decât în restul estului. A existat o traducere persană mijlocie făcută pentru un cititor maniheic care supraviețuiește într-un singur manuscris fragmentar găsit la Turfan, în ceea ce este acum China.

## Cuprins
Cartea constă din cinci viziuni acordate lui Hermas, un fost sclav. Aceasta este urmată de douăsprezece mandate sau porunci și zece asemănări (alias parabole). Începe brusc la persoana întâi: „Cel care m-a crescut m-a vândut unei oarecare Rhoda, care era la Roma. După mulți ani am reîntâlnit-o și am început să o iubesc ca pe o soră”. Ca Hermas este pe drumul spre Cumae, el are o viziune despre Rhoda. Ea îi spune că acum este acuzatoarea lui în rai, din cauza gândurilor necurate și impure pe care le avea cândva naratorul (acum) căsătorit cu privire la ea. El trebuie să se pocăiască și să se roage pentru iertare, pentru el însuși și pentru toată casa lui. El este consolat de o viziune a Bisericii sub forma unei femei în vârstă, slabă și neputincioasă de păcatele copiilor ei necredincioși, care îi spune să aducă roade ale pocăinței și să îndrepte păcatele copiilor săi. Ulterior, după pocăința lui, o vede făcută mai tânără, totuși încă șifonată și cu părul alb; apoi din nou, mai târziu ea apare ca destul de tânără, dar încă cu părul alb; și în cele din urmă, ea se arată ca o Mireasă glorioasă.
Acest limbaj alegoric continuă prin celelalte părți ale lucrării. În a doua viziune îi dă lui Hermas o carte, pe care ulterior o ia înapoi pentru a o adăuga. A cincea vedenie, care este reprezentată ca având loc la 20 de zile după cea de-a patra, îl introduce pe „Îngerul (Mesagerul) pocăinței” sub forma unui păstor, de la care întreaga lucrare își ia numele. El îi transmite lui Hermas o serie de precepte (mandata, entolai), care formează o dezvoltare interesantă a eticii creștine timpurii . Un punct care merită o mențiune specială este instruirea cu privire la obligația unui soț creștin de a ierta și de a lua înapoi o soție adulteră după pocăința ei. Al unsprezecelea mandat, la data desmerenia , se ocupă de profeții falși care doresc să ocupe locurile principale sau cele mai bune (adică printre presbiteri). Unii au văzut aici o referire la Marcion, care a venit la Roma c. 140 și dorea să fie admis printre preoți (sau eventual chiar să devină episcop al Romei). 
După mandate vin zece asemănări (parabolai) sub formă de viziuni, care sunt explicate de înger. Cea mai lungă dintre acestea (Similitudinea 9) este o elaborare a pildei zidirii unui turn, care formase materia celei de-a treia viziuni. Turnul este Biserica, iar pietrele din care este construit sunt credincioșii. În a treia viziune se pare că numai cei sfinți fac parte din adevărata Biserică; în Similitudine 9 se subliniază clar că toți cei botezați sunt incluși, deși aceștia pot fi izgoniți pentru păcate grave și pot fi readmiși numai după pocăință.

## Autor și data
Se crede că critica textuală, natura teologiei și familiaritatea aparentă a autorului cu Cartea Apocalipsei și alte texte ioanine stabilesc data compoziției în secolul al II-lea. Cu toate acestea, mai mulți martori antici susțin o datare timpurie și există dovezi interne pentru locul și data acestei lucrări în limba și teologia lucrării. Referirea la un Clement necunoscut este presupusă de unii a fi Clement al Romei; dacă acesta este acel Clement, ar sugera o dată c. 90 cel puțin pentru decorul istoricizat al primelor două viziuni. De când Pavel a trimis salutări unui Herma, un creștin al Romei (Romani 16,14), o minoritate l-a urmat pe Origen din Alexandria opinia lui că el a fost autorul acestei alegorii religioase. 
Avem trei martori antici, care pretind că identifică autorul acestei scrieri. Aceste autorități pot cita aceeași sursă, poate Hegesippus, a cărui istorie pierdută a Bisericii primare a furnizat material pentru Eusebiu din Cezareea. Martorii sunt fragmentul Muratorian, Catalogul Liberian al Papilor (o înregistrare care a fost folosită ulterior în scrierea Liber Pontificalis) și o poezie scrisă de „Pseudo-Tertullian” împotriva lui Marcion în secolul al III-lea sau al IV-lea d.Hr.

Fragmentul muratorian este o listă scrisă c. 170 d.Hr. (deși unii cercetători pun acum la îndoială această dată și preferă să atribuie fragmentul secolului al IV-lea) care poate fi cel mai vechi canon cunoscut al scrierilor Noului Testament. Îl identifică pe Hermas, autorul cărții Păstorul, ca fiind fratele lui Pius I, episcopul Romei:
Dar Herma a scris Păstorul foarte recent, în vremurile noastre, în orașul Roma, în timp ce episcopul Pius, fratele său, ocupa scaunul bisericii orașului Roma. Și de aceea ar trebui într-adevăr să fie citit;  citită public oamenilor din biserică nici printre profeți, al căror număr este complet, nici printre apostoli, căci este după timpul lor.

## Teologie
În pilda 5, autorul menționează un Fiu al lui Dumnezeu, ca un om virtuos plin de un „duh preexistent” sfânt și adoptat ca Fiu. În secolul al II-lea, adopționismul (concepția conform căreia Isus Hristos a fost, cel puțin inițial, doar un om muritor) a fost una dintre cele două doctrine concurente despre adevărata natură a lui Isus, cealaltă fiind că el a preexistat ca Cuvânt (Logos). sau unicul Fiu al lui Dumnezeu și urmează să fie identificat ca atare încă de la concepția sa; Identitatea lui Hristos ca Logos (Ioan 1:1), în care Logosul este mai departe înțeles ca fiind necreat și coesențial divin cu Dumnezeu (adică Tatăl), a fost afirmată în 325 la Sinodul I de la Nicea. Bogdan G. Bucur spune că documentul a fost larg acceptat de creștinii ortodocși, dar nu a fost criticat pentru că aparent prezintă o hristologie adopționistă. El spune că pasajul în cauză ar trebui înțeles ca Isus făcându-și locuința în cei care se supun spiritului său, astfel încât înfierea care are loc nu este a lui Isus, ci a urmașilor săi.
Unii cred că Hermas are o înțelegere binitară a lui Dumnezeu, deoarece îl numește pe Duhul Sfânt Fiul lui Dumnezeu. Nu toți, totuși, sunt de acord că Hermas are binitarianism. Kelly numește hristologia lui Hermas „un amalgam de binitarism și adopționism.
Hermas are o înțelegere sinergică a soteriologiei, în care atât lucrările, cât și credința sunt necesare pentru a fi mântuite. Pentru Herma, botezul este necesar pentru a fi mântuit și îi avertizează pe cei care sunt supuși botezului de pericolul păcatelor post-botez. Păstorul lui Hermas poate susține amânarea botezului din motive practice, care se datorează fricii de păcate post-botez. Potrivit lui Hermas, cei care cad în păcat după botez, au o singură șansă de pocăință.
Cartea pune un accent mare pe morală, iar lucrarea este un indiciu al creștinismului evreiesc - încă păstrând Legea lui Moise.
Hermas are unele asemănări cu montanismul, cum ar fi o susținere a credinței în darurile profetice și rigorismul disciplinar, totuși o legătură directă nu există.
Principiile pe care le-a formulat Novatian își au originea în Păstorul lui Hermas.
Unii au susținut că Hermas este primul exemplu de răpire pre-tribulațională. Deși Hermas nu menționează o răpire, el scrie despre credincioși care „au scăpat de necazurile mari din cauza credinței [lor]” și că și alții ar putea scăpa de „necazul cel mare care vine”.

## Posiția în literatura creștină
Tertulian sugerează că Papa Calixtus I l-a citat ca o autoritate (deși evident nu ca una dintre cărțile Bibliei), pentru că el răspunde: „Aș admite argumentul tău, dacă scrierea Păstorului ar fi meritat să fie inclusă în Instrument divin, și dacă nu ar fi judecat de fiecare consiliu al Bisericilor, chiar și al propriilor Biserici.” Și din nou, el spune că Epistola lui Psudo-Barnaba, care este numele lui Tertulian pentru Epistola Noului Testament către Evrei, este „mai primită în rândul Bisericii decât epistola apocrifă a Păstorului”.